# Maria do Céu Patrão
Maria do Céu Patrão Neves (née le 26 avril 1959 à Lisbonne) est une ancienne députée européenne portugaise membre du parti social démocrate (2009-2014). Elle fait partie du groupe du Parti populaire européen. Elle est membre de la commission de la pêche et de la délégation pour les relations avec le Canada. Elle est membre suppléante de la commission de l'agriculture et du développement rural.